# 前151年
| 千纪： | 前1千纪 |
| 世纪： | 前3世纪 \| 前2世纪 \| 前1世纪                                                                                         |
| 年代： | 前180年代 \| 前170年代 \| 前160年代 \| 前150年代 \| 前140年代 \| 前130年代 \| 前120年代                               |
| 年份： | 前156年 \| 前155年 \| 前154年 \| 前153年 \| 前152年 \| 前151年 \| 前150年 \| 前149年 \| 前148年 \| 前147年 \| 前146年 |
| 纪年： | 西汉汉景帝前元六年 |

## 大事记
- 汉景帝废黜皇后孝景薄皇后。
- 迦太基欠罗马的债务全部偿还。
- 努米底亞攻打迦太基的邊境城鎮。迦太基反擊擊退努米底亞侵略者。
- 阿耆尼密多罗成為巽伽王朝國王